# کانن پاورشات اس۹۵
کانن پاورشات اس۹۵ (به انگلیسی: Canon PowerShot S95) یک دوربین عکاسی کامپکت ساخت شرکت کانن است.